# 天原
天原（あまはら、11月13日 - ）は、日本の漫画家・漫画原作者・同人作家。高知県高知市在住。

## 概要
2000年代中期からインターネット上での漫画創作活動を始め、個人サイト運営を経て、Web漫画投稿サイト『新都社』への投稿や、個人サークル「天原帝国」名義での成人向け同人誌発表などで2010年代前期に活動を広げた。非エロ系バトル作品『平穏世代の韋駄天達』は、『新都社』投稿でネット上の好評を得ていたシリーズである。2015年以降、本格的に商業誌での活動を開始した。
一方でPixivやTwitter等の媒体において、不定期で1〜数コマのネタ絵を公表し続けている。ファンタジーやロールプレイングゲームの定番化した設定を下敷きに、とんちやブラックユーモアを利かせたパロディを絡ませるネタを得意とし、特にサキュバスネタを好んで取り上げる癖がある。その大部分がエロネタでR-18な内容。毒気が強いこのスタイルのラフ画群をネタ出しの叩き台に、ファンタジー世界での風俗店レポート漫画『異種族レビュアーズ』、中世封建世界風の設定でブラック労働環境を描いた『33歳独身女騎士隊長。』などの意表を突いた設定の作品に発展・反映させる手法をしばしば用いている。
その奇想天外なアイデアメーカーぶりから、ネット上ではしばしば発想の常勝無敗と評される。アイデア先行型の作風であり、同人作品を後から商業編集したもののほかは、短ページ連載の『33歳独身女騎士隊長。』を除き、漫画原作者としての活動がメインとなっている。
同人誌の代表作は『貞操逆転世界』。男性と女性の貞操観念が逆転した世界が舞台。ポルノグラフィを視るのも性犯罪を起こすのもおもに女性側で、男性は性的消費の対象である。天原本人いわく、もともとは「友人の結婚式に出席する費用稼ぎに執筆した」作品であったが、この世界観が評判となり、同人誌は続編が作られ、さらには商業出版化、アダルトビデオでの実写化、別の作画者による連載漫画などが展開された。またかならずしも天原自身が関わってはいないが、この世界観を共有するアンソロジーなどが出版されている。
趣味は自宅近傍の汽水域での釣りなどDIY系で、自ら魚をさばいて調理するレポも行なっている。

## 作品リスト

### 連載
- 貞操逆転世界（作画：万太郎、『コミックヴァルキリー』掲載） - 同人誌の『貞操逆転世界』とは別の話。同人版に登場したキャラクター（川島あゆ、神崎花子）の同級生「市川桃奈」が貞操逆転世界に迷い込み、彼女の視点から語られるというストーリー。
- 異種族レビュアーズ（作画：masha、『ドラドラしゃーぷ＃』2016年8月 - 連載中）
- 33歳独身女騎士隊長。（電子雑誌『アナンガ・ランガ』掲載） - ファンタジーな（ただし、魔法や魔物の類は登場していない）世界の小国「クロノワーク」にある騎士団王女護衛女騎士部隊々長「キガ・メイル（33歳）」が副長である「ヒカエ・メナ（30）」と共に周囲の同僚や上司と絡む下ネタギャグ漫画[2]。作者自身も「エロ漫画雑誌の箸休め作品」と言い切っており、1話2ページで2話ずつ掲載されている。原稿が単行本一冊分（60話+電子版表紙と目次やカットなどの描き下ろし分が）貯まるのが丸3年かかることをネタにしているほか、作中のキャラクターが妊娠中でも子供のキャラが成長したとしても、タイトル通り「主人公が33歳である」ことに言及している。
- 平穏世代の韋駄天達（作画：クール教信者、『ヤングアニマル』2018年8月24日 - 2024年8月9日）

### 読み切り
共に作画は「昼沖太」。成人向け。
- 羞恥心インストール（『アナンガ・ランガ』Vol.15）
- 即オチ新入社員（『アナンガ・ランガ』Vol.20）

### 書籍
- 『貞操逆転世界』、海王社〈海王社コミックス〉、2016年4月、ISBN 978-4-7964-0859-2、成人向け、同人誌をまとめたもの。
- 『貞操逆転世界』、作画：万太郎、キルタイムコミュニケーション〈ヴァルキリーコミックス〉2017年 - 、既刊4巻（2022年7月8日現在）
  1. 2017年8月10日発売[3]、ISBN 978-4-7992-1068-0
  2. 2019年8月10日発売[4]、ISBN 978-4-7992-1292-9
    - （限定版）同日発売[5]、ISBN 978-4-7992-1293-6

  3. 2020年12月24日発売[6]、ISBN 978-4-7992-1449-7
  4. 2022年7月8日発売[7]、ISBN 978-4-7992-1664-4
- 『異種族レビュアーズ』、作画：masha、KADOKAWA〈ドラゴンコミックスエイジ〉2017年 - 、既刊11巻（2025年3月8日現在）
- 『33歳独身女騎士隊長。』、フレックスコミックス、2018年 - 2023年、既刊3巻
  1. 2018年11月12日発売[2]、ISBN 978-4-86675-038-5
  2. 2021年1月12日発売[8]、ISBN 978-4-86675-136-8
  3. 2023年7月12日発売[9]、ISBN 978-4-86675-298-3
- 『平穏世代の韋駄天達』、作画：クール教信者、白泉社〈ヤングアニマルコミックス〉2019年 - 2024年、全9巻